# Karangwareng (plaats)
Karangwareng is een bestuurslaag in het regentschap Cirebon van de provincie West-Java, Indonesië. Karangwareng telt 3129 inwoners (volkstelling 2010).